# 浄光寺 (越谷市)
浄光寺（じょうこうじ）は、埼玉県越谷市にある真言宗豊山派の寺院。

## 歴史
創建年代は不明である。ただ江戸時代後期の地誌『新編武蔵風土記稿』に掲載されていることから、その頃までには既に存在していたものと推測される。
1902年（明治35年）に「越谷古梅園」が開園された。これにより文人墨客も集まり、俳人の高浜虚子は「寒けれど あの一むれも 梅見客」の句を詠んでいる。現在は古梅園は現存しない。その代わりに越谷市により越谷梅林公園が整備されている。
1997年（平成9年）、本堂等が新築された。その際に、宮内庁埼玉鴨場の近くにあった境外仏堂の「薬師堂」を境内に移している。この薬師堂は当寺よりもはるかに古く、806年（大同元年）に創建されたと伝えられている。

## 交通アクセス
- 北越谷駅より徒歩7分。